# NGC 1389
NGC 1389 је елиптична галаксија у сазвежђу Еридан која се налази на NGC листи објеката дубоког неба.
Деклинација објекта је - 35° 44' 44" а ректасцензија 3h 37m 11,7s. Привидна величина (магнитуда) објекта NGC 1389 износи 11,4 а фотографска магнитуда 12,4. Налази се на удаљености од 18,308 милиона парсека од Сунца. NGC 1389 је још познат и под ознакама ESO 358-38, MCG -6-9-10, FCC 193, PGC 13360.